# Лукка, Паулина
Паулина Лукка (нем. Pauline Lucca; 25 апреля 1841, Вена — 28 февраля 1908, там же) — австро-венгерская оперная певица.

## Биография
Паулина Лукка родилась в бедной итальянской семье. Рано осиротев, девочка сама пробивала себе дорогу в жизнь. Паулина не смогла получить систематического музыкального образования, дело ограничилось непродолжительными частными уроками у венских педагогов. Уже в 15 лет Паулина начала самостоятельную профессиональную деятельность.
В 1850 году Лукка впервые переступила порог Венской придворной оперы в роли скромной хористки. Начало её полноценной карьеры связан с Оломоуцем, где она дебютировала партией Эльвиры в опере Верди «Эрнани». Затем последовал выгодный контракт и выступления в Пражской опере. Здесь она добилась огромного успеха в «Гугенотах» Мейербера и в беллиниевской «Норме». По инициативе Мейербера певица стала солисткой Придворной оперы в Берлине. Десятилетие, проведённое в германской столице, явилось периодом окончательного формирования творчемского облика. Под руководством Мейербера она работает над ролью Селики (из его оперы «Африканка»), готовит партии Церлины («Дон Жуан» Моцарта) и Леоноры («Фаворитка» Г.Доницетти), ставшие ведущими в её репертуаре.
Тогда же имя Паулины Лукки приобретает европейскую известность. Её гастроли разворачиваются в Северной Америке и Австралии. Особенно её слушали английские слушатели, перед которыми она часто выступала в лондонском «Ковент-Гардене».
В 1874 году Лукка, получив приглашение дирекции Венской придворной оперы, окончательно возвращается в Вену. В течение пятнадцати лет она выступает в этом всемирно известном театре. К 1889 году в её распоряжении было свыше шестидесяти партий. В последние годы жизни Лукка всецело посвятила себя педагогической деятельности.